# Fiona Bigwood
Fiona Bigwood (24 de abril de 1976) é uma ginete de elite britânica, especialista em adestramento, medalhista olímpica por equipes na Rio 2016.

## Carreira
Fiona Bigwood por equipes conquistou a medalha de prata montando Orthilia.